# معركة كامبريه
معركة كامبريه (بالإنجليزية: Battle of Cambrai)‏ (من 20 نوفمبر إلى 3 ديسمبر عام 1917) كانت جزء من الحملة بريطانية خلال الحرب العالمية الأولى. عرفت المعركة بالاستعمال الناجح للدبابات لأول مرة في التاريخ، وقد أظهر الهجوم البريطاني بأن خط هيدنبرغ يمكن أن يخترق، بينما عرض الألمان قيمة تكتيكات المشاة الجديدة التي أصبحت لاحقا جزء من كايزرشلاخت. كامبراي (Cambrai) هي مدينة فرنسية تقع في قسم نور (Nord-Pas-de-Calais). في 1917 كانت نقطة تجهيز رئيسية للألمان (سايغفرايد ستيلانغ، وهو جزء من خط هيدنبرغ)، وكانت حافة بورلون القريبة مكسبا ممتازا لتهديد الألمان في الشمال.
نفذت الجزء_من بواسطة الجيش الثالث بقيادة الجنرال السير جوليان بينغ لكي تخفف الضغط على الجبهة الفرنسية، فقد شمل الهجوم شمل اعتداء على خط هيدنبرغ الألماني على طول 10 أميال (16 كيلومتر) أمامية وحوالي 8 أميال (13 كيلومتر) غرب كامبراي في شمال فرنسا. تسعة عشر قسماً بريطانياً جمع للهجوم، مدعومين بالدبابات (476 دبابة، منها حوالي 324 شاركت في المعركة). بالنسبة للهجوم الأولي، قامت ثمانية أقسام بريطانية بالهجوم على ثلاثة أقسام ألمانية.
بدأت الحرب في 20 نوفمبر 1917 حين دمرت الدبابات البريطانية الدفاع الألماني بعمق، وأخذت حوالي 7500 سجين. مع حلول الطقس السيئ، فلم يستطع الفرسان الاختراق، كما أن تعزيزات المشاة لم تجهز. ومع حلول شهر 29 نوفمبر، أوقف الهجوم بعد تقدم لحوالي 6 أميال (10 كيلومترات). في 30 نوفمبر هاجم الألمان بمشاركة 20 قسم، وفي 5 ديسمبر، رجع البريطانيون إلى مواقعهم الأصلية. الخسائر على كلي الجانبين كانت متساوية تقريباً (حوالي 45000 لكل منهما).

## مدينة كامبري
تقع على نهر السوم بعد انحداره عند ويلز في اتجاهه نحو الحدود البلجيكية، احتلتها القوات الألمانية منذ العام 1914.

## معركة الدبابات
كانت رئاسة الأركان البريطانية قد أدخلت سلاح الدبابة في الجيش البريطانى، ثم قررت في هذا العام من الحرب، استخدام هذا السلاح بكثافة في الهجوم على الألمان في مدينة كامبري.
فقد كان في اعتقادهم أنها السلاح الأفضل في اختراق تحصينات العدو، واجتياز الخنادق المحاطة بالأسلاك الشائكة.
تقتضي خطة المعركة القيام بخرق مفاجئ لأربعة خطوط من الخنادق والتحصينات، لخط الدفاع الألماني هندنبرج المحصن بأسلاك شائكة كثيفة جداً، وذلك خلال 12 ساعة دون تميد من المدفعية الأولى.
لذا زحف الإنجليز بحوالي 500 دبابة في جبهة طولها حوالي ستة أميال وعمق خمسة أميال تقريباً.
في 20 نوفمبر 1917 ذُهل الألمان وهم يرون الدبابات البريطانة تجتاز خطوطهم الدفاعية الثلاثة واحداً بعد الآخر، توغل الإنجليز في المواقع الألمانية مسافة خمسة أميال، وقامت بأسر مائة ألف جندي ألماني، ذلك مقابل 1500 قتيل بريطاني.
كانت هذه المعركة حتى الآن نصراً مبهراً للإنجليز، كان هذا في اليوم الأول والثاني من المعركة، أما اليوم الثالث وهو 22 نوفمبر، فقد صدرت الأوامر لسلاح الخيالة البريطاني بتطهير المواقع التي تم الاستيلاء عليها، لكن الرشاشات الألمانية المختبئة كانت في انتظاره حيث استطاعت أن تمحو ما كان يسمى بسلاح الخيالة البريطاني.
في 30 نوفمبر قام الألمان بهجوم عنيف استطاعوا به أن يستردوا كامل المنطقة ويكسبوا نصف ميل من المواقع البريطانية قبل الهجوم، وقد تمكن الألمان من أسر دبابة وإرسالها إلى برلين لصنع طراز ألماني مماثل لها، وهو ماتم بالفعل.